# إبراهيم القوصي
إبراهيم أحمد محمود القوصي، ولد في 3 يوليو 1960، هو سوداني اتهم بانتمائه لتنظيم القاعدة.
تم اعتقاله في ديسمبر 2001 في أفغانستان، وهو معتقل منذ يناير 2002 إداريًا خارج نطاق القانون في معتقل غوانتانامو الأمريكي في كوبا. رقم الاعتقال التسلسلي الخاص به هو 54. ظل إبراهيم في غوانتانامو لمدة عشر سنوات وستة أشهر، وتم الإفراج عنه في صفقة في عام 2010، وتم نقله إلى السودان في يوليو 2012.
وبعد عدة سنوات بعد الإفراج عنه، انتقل إبراهيم القوصي إلى اليمن وانضم إلى تنظيم القاعدة في شبه الجزيرة العربية، وظهر في أحد الفيديوهات هناك، ويقال أخذ دور قيادي هناك.

## الخلفية
ولد إبراهيم في عام 1960 في الخرطوم في السودان. كان له أخ اسمه عبد الله.
وهو متزوج من أحد بنات عبد الله تبارك، ولديه ابنتان.

## العودة
في ديسمبر 2015 ظهر القوصي تحت اسم الشيخ خبيب السوداني في شريط فيديو نشره تنظيم القاعدة في شبه الجزيرة العربية، ويقال أنه انضم له في عام 2014. وكان يحث في الفيديو على العمليات الفردية التي تُسمى «الذئاب المنفردة».

## وصلات خارجية
- «طباخ بن لادن في غوانتانامو»، قناة العربية، 10 أكتوبر 2010.
- «الطباخ السابق لابن لادن يصل إلى محاكمة سرية في صفقة مع حكومة الولايات المتحدة»، واشنطن بوست، 9 أغسطس 2010.